# مونية زمامو
مونية زمامو هي باحثة مغربية متخصصة في مجال الطاقات المتجددة، اشتهرت بابتكارها نموذجًا جديدًا لتوربينات رياح صغيرة ذات محور دوران عمودي، ما يزيد من كفاءتها بنسبة تصل إلى 30% مقارنة بالتوربينات التقليدية. تهدف ابتكاراتها إلى توفير طاقة نظيفة ومستدامة، خصوصًا في المناطق النائية. حصلت على جائزة "المواهب الخضراء" (Green Talents) من وزارة التعليم والبحث الاتحادية الألمانية سنة 2021.   

## السيرة الأكاديمية
وُلدت مونية زمامو ونشأت في المغرب، حيث بدأت مسيرتها العلمية بعد حصولها على شهادة البكالوريا. التحقت بالمدرسة العليا الوطنية للفنون والمهن بالرباط لدراسة الهندسة الحرارية والطاقة، ثم واصلت دراستها في كلية العلوم بالقنيطرة، حيث حصلت على الإجازة المهنية والماستر المتخصص في الطاقات المتجددة، و نالت شهادة الدكتوراه في الفيزياء بعد أبحاث قامت بها في مختبر النظم الإلكترونية ومعالجة المعلومات والميكانيكا والطاقة. عملت مونية زمامو في مختبرات دولية متخصصة، بما في ذلك مختبر ألماني لاقتصاديات الطاقة، حيث اشتغلت على تطوير استخدام تصميمها الجديد لتوربينات الرياح في إنتاج الهيدروجين الأخضر للاستعمال المنزلي.

## التميز
في سنة 2021، حصلت مونية زمامو الباحثة المغربية في مجال الطاقة بجامعة ابن طفيل بمدينة القنيطرة على جائزة "المواهب الخضراء" (Green Talents) من وزارة التعليم والبحث الاتحادية الألمانية، في إطار مسابقة المواهب الخضراء، وكانت الباحثة الوحيدة المشاركة من الشرق الأوسط وشمال إفريقيا في تلك الدورة.   

## مقالاتها
Mrigua, K., Zemamou, M., & Aggour, M. (2022). Numerical Investigation of a New Modified Savonius Wind Turbines. International Journal of Renewable Energy Development, 11(4).
Zemamou, M., Toumi, A., Mrigua, K., Lahlou, Y., & Aggour, M. (2020). A novel blade design for Savonius wind turbine based on polynomial bezier curves for aerodynamic performance enhancement. International Journal of Green Energy, 17(11), 652-665.
Zemamou, M., Toumi, A., Mrigua, K., & Aggour, M. (2019). Modified Design of Savonius Wind Turbine Blade for Performance Improvement. International Journal of Innovative Technology and Exploring Engineering (IJITEE), 9(1).
Zemamou, M., Aggour, M., & Toumi, A. J. E. P. (2017). Review of savonius wind turbine design and performance. Energy Procedia, 141, 383-388.
MOUNIA, Z. (2016). Developpement of a new paradigm on multi layer wind turbine.